# Đào Minh Quân
Đào Minh Quân (tên thật là Đào Văn, sinh năm 1952 tại miền Nam Việt Nam) là một chính trị gia người Mỹ gốc Việt. Ông là Tổng thống thứ 3 (tự xưng) và là Hoàng đế (tự xưng) của Đệ Tam Cộng Hòa Việt Nam, được tuyên bố là chính phủ lưu vong. Ông được biết đến là người khởi xướng Phong trào Dân chủ Mới ở Việt Nam. Ngày 19 tháng 6 năm 2022, Đào Minh Quân được sự ủng hộ của đảng chính trị của ông tuyên bố chính phủ cộng hòa sẽ hợp nhất với chế độ quân chủ với tư cách là "Hoàng đế của Đế quốc Việt Nam". Tuy nhiên, do bất đồng với các đảng phái chính trị khác của người Việt tại Hoa Kỳ nên tổ chức này sẽ được tổ chức lại vào đầu tháng 11 năm 2022. Tổ chức này được chính quyền Việt Nam coi là một tổ chức khủng bố.

## Cuộc sống và giáo dục
Ông Quân sinh ra ở làng Thị Nghè, tỉnh Gia Định, miền Nam Việt Nam với Đào Thế (cha) và Nguyễn Thị Hạnh (mẹ). Ông tự xưng là con cháu của Hưng Đạo Đại Vương Trần Hưng Đạo.
Ông theo học trường Phan Thanh Giản cho đến năm 1968. Ông tham gia khóa học Biệt kích tại căn cứ quân sự Sơn Trà, Non Nước khi mới 16 tuổi. Trong Chiến tranh Việt Nam, ông đã hỗ trợ Robert D. Ohman và sau này trở thành Thiếu úy của Tiểu đoàn 122. Sau đó ông được thăng chức làm Thiếu tá của một đơn vị lực lượng đặc biệt mang tên "Hắc Hổ".
Năm 1980, ông di cư đến Los Angeles, Hoa Kỳ cùng gia đình tị nạn chính trị. Ông học lập trình máy tính tại Trường Cao đẳng cộng đồng Rancho Santiago.

## Sự nghiệp
Đào Minh Quân và Nguyễn Hậu, Chủ tịch Tổng hội Tù chính trị Cộng sản, đã lập hồ sơ về tù chính trị ở Việt Nam bắt đầu từ năm 1990. Việc này giúp binh sĩ Quân lực Việt Nam Cộng hòa đoàn tụ với gia đình. Ông cũng khởi xướng một chương trình mang tên CPA (Kế hoạch hành động toàn diện) để giúp người tị nạn Việt Nam định cư tại Hoa Kỳ.
Ông thành lập đảng chính trị của mình, Đệ Tam Việt Nam Cộng hòa, vào ngày 16 tháng 2 năm 2018. Đảng này cũng đóng vai trò là chính phủ lâm thời tự xưng của Việt Nam. Ông được bầu làm Tổng thống thứ ba của nước Việt Nam Cộng hòa, đồng thời tự xưng; hoặc Tổng thống đầu tiên của nước Cộng hòa thứ ba Việt Nam mới thành lập. Ông đã được chấp nhận và tuyên tuệ vào ngày 11 tháng 11 năm 2018 tại Adelanto, California.
Ông đã nhận được hai công hàm ngoại giao của cựu Tổng thống Mỹ Bill Clinton. Chính phủ lâm thời Ukraina cũng mời ông tới phát biểu tại Đại hội Liên Xô. Ngày 15 tháng 10 năm 2010, Đại diện Hoa Kỳ Gary Miller và Edward Nixon mời ông làm Thủ tướng Chính phủ Quốc gia Lâm thời Việt Nam đến tuyên bố chủ quyền ở Biển Đông tại Thư viện Nixon.

## Tranh cãi
Đảng chính trị của Đào Minh Quân đã được Bộ Công an Việt Nam liệt vào danh sách tổ chức khủng bố.
Các thành viên trong đảng chính trị của ông đã ra hầu tòa tại Tòa án Nhân dân Thành phố Hồ Chí Minh về tội lật đổ Chính phủ Việt Nam, trong đó có vụ đánh bom, đốt phá một cơ sở công an và vụ đánh bom bất thành tại sân bay, có lẽ là Sân bay Quốc tế Tân Sơn Nhất.